# Chéserex
Chéserex é uma  comuna suíça do Cantão de Vaud, pertencente ao distrito de Nyon. É uma longa e estreita comuna que contacta as de Gingins, Grens, Borex, Crassier e La Rippe
Chéserex com 10.5 km2 de área é um estreito e comprido rectângulo com uma pequena densidade devida populacional devido à inclinação do terreno.
Na comuna encontra-se a Abadia de Bonmont, que foi o primeiro mosteiro de cistercianos a implantar-se na Suíça, e o Castelo de Chéserex que foi construído em 1688 e pertenceu à família Rochemondet até 1880.  